# Momentum-Bewegung
Die Momentum-Bewegung (ungarisch Momentum Mozgalom) ist eine politische Partei in Ungarn, die im März 2017 gegründet wurde und die sich unter anderem als liberal und pro-europäisch versteht.
Die Partei entstand aus einer Bürgerbewegung, die Anfang 2017 Unterschriften für einen Volksentscheid gegen die regierungsunterstützte Bewerbung Budapests für die Olympischen Sommerspiele 2024 sammelte. Die notwendigen Unterschriften kamen zusammen, jedoch verhinderte die Orbán-Regierung die Durchführung eines Volksentscheids durch das Zurückziehen der Olympiabewerbung.
Bei der Parlamentswahl 2018 scheiterte Momentum mit einem Ergebnis von rund drei Prozent an der Fünf-Prozent-Hürde.
Bei der Europawahl 2019 erreichte die Bewegung unter Spitzenkandidatin Katalin Cseh 9,93 Prozent der Stimmen und damit zwei Mandate im EU-Parlament. Das zweite Mandat ging an die stellvertretende Parteivorsitzende Anna Donáth.
Bei den Kommunalwahlen am 13. Oktober 2019 gewann die Partei vier Bezirksbürgermeister-Ämter in der Hauptstadt Budapest und landesweit insgesamt 27 Sitze in den Komitatsversammlungen.
2022 wurde Ferenc Gelencsér als Nachfolger von Anna Donáth zum Parteivorsitzenden gewählt.
Bei der Europawahl 2024 erhielt Momentum Mozgalom 3,70 Prozent der Wählerstimmen und somit kein Mandat für das Europäische Parlament mehr. Im Juli 2024 wurden Márton Tompos zum Vorsitzenden und Lajos Lőcsei zum stellvertretenden Vorsitzenden der Partei gewählt.